# Xysticus fagei
Xysticus fagei är en spindelart som beskrevs av Roger de Lessert 1919. Xysticus fagei ingår i släktet Xysticus och familjen krabbspindlar. Inga underarter finns listade i Catalogue of Life.